# Darby Crash
Darby Crash o Bobby Pyn, pseudonimo di Jean Paul Beahm (Los Angeles, 26 settembre 1958 – Los Angeles, 7 dicembre 1980), è stato un cantante statunitense, celebre per essere stato il frontman del gruppo hardcore punk The Germs, da lui formati assieme all'amico chitarrista Pat Smear. Con i Germs ha pubblicato (GI) nel 1979, considerato uno degli album più influenti di tutti i tempi per l'hardcore punk. È morto il 7 dicembre 1980 a 22 anni, a causa di un'overdose volontaria di eroina.

## Biografia

### Infanzia ed educazione
Crash vive un'infanzia difficile: l'uomo che credeva essere suo padre biologico abbandona la famiglia ed il fratello muore per un'overdose di droga. Durante l'adolescenza, la sorella gli rivela che il padre biologico era in realtà un marinaio svedese, William Björklund. Crash frequenta l'IPS, Innovative Program School, una scuola all'interno della University High School di Los Angeles. Il programma dell'IPS prevedeva un'educazione che combinava elementi dell'Erhard Seminars Training e di Scientology. Frequentando la scuola inizia ad interessarsi a letture considerate "pericolose" che comprendono il Mein Kampf di Adolf Hitler, gli scritti del filosofo Friedrich Nietzsche, e le esternazioni dal carcere di Charles Manson.

### Le prime esperienze musicali
Prima dei The Germs, Beahm e Pat Smear formano i Sophistifuck and the Revlon Spam Queens, ma abbreviano il nome perché troppo costoso da stampare nelle t-shirt per via della lunghezza. Prima di riscuotere successo al Whisky a Go Go, Belinda Carlisle è stata una componente della band, e appare nella prima traccia del loro album live. Dopo un breve periodo in cui prende il soprannome di Bobby Pyn, Beahm lo cambia in Darby Crash. I The Germs diventano importanti nella scena punk di Los Angeles, e appaiono anche nel film del 1981 The Decline of Western Civilization, diretto da Penelope Spheeris.

### La Darby Crash Band, la reunion e la morte
Poco dopo il successo, Darby e Pat formano la poco longeva Darby Crash Band. Il batterista dei Circle Jerks Lucky Lehrer entra nella formazione alla vigilia del primo concerto, un tutto esaurito, ma, durante il soundcheck, Darby caccia il batterista a seguito di un litigio. Il gruppo, descritto da Smear come «simile ai Germs ma con componenti peggiori», suona qualche concerto, destando reazioni poco entusiaste, sciogliendosi poco dopo. Crash contatta quindi Smear per una riunione dei Germs, affermando la necessità di «dare visibilità al punk». Ciononostante, Smear ha affermato successivamente che Crash in realtà cercava denaro per acquistare abbastanza eroina per un'overdose, e - nonostante Darby avesse descritto questa prospettiva molte volte nel passato - Pat non l'aveva preso sul serio. Il 3 dicembre 1980 lo Starwood Club ospita il concerto finale del gruppo, con Don Bolles alla batteria. Crash si suicida quattro giorni dopo (quindi alla stessa età e con la stessa modalità adoperata da Sid Vicious) assieme all'amica Casey Cola, che alla fine sopravviverà.

## What We Do Is Secret
Crash ed i The Germs sono i protagonisti del film biografico del 2007 What We Do Is Secret, con Shane West nella parte del cantante. Lo stesso West sostituirà Crash alla voce nei The Germs, dopo la loro reunion nel 2005.

## Discografia

### Album studio
- 1979 - (GI)

### Album dal vivo
- 1981 - Live at the Whisky, First Show Ever
- 1985 - Germicide

### Raccolte
- 1993 - (MIA): The Complete Anthology
- 1993 - Media Blitz

### Colonne sonore
- 1980 - The Decline of Western Civilization Soundtrack
- 1980 - Cruising Soundtrack (1 traccia)